# Eurukuttarus
Eurukuttarus é um gênero de mariposa pertencente à família Acrolophidae.